# Мандалорец (2-й сезон)
Второй сезон американского интернет-сериала в жанре космический вестерн «Мандалорец» с Педро Паскалем в главной роли. Паскаль исполняет роль охотника за головами, пытающегося вернуть Грогу в его родной дом. Сериал является частью франшизы «Звёздные войны», действие которого разворачивается через пять лет после событий «Возвращения джедая» (1983). Производством сезона занимались компании Lucasfilm, Fairview Entertainment и Golem Creations, а Джон Фавро выступил в качестве шоураннера сериала.
Разработка второго сезона «Мандалорца» началась к июлю 2019 года, и Фавро хотел расширить размах сериала и ввести новых персонажей; в этом сезоне появляются несколько персонажей из предыдущих работ по «Звёздным войнам». Съёмки проходили с октября 2019 года по март 2020 года, завершившись за несколько дней до того, как по причине пандемии COVID-19 было принято решение закрыть кино- и телепроизводство. Пост-продакшн был завершён на удалёнке, включая записывание музыки композитора Людвига Йоранссона.
Премьера восьмисерийного сезона состоялась на стриминговом сервисе Disney+ 30 октября 2020 года. Третий сезон был подтверждён в декабре 2020 года.

## Эпизоды
| № общий | № в сезоне | Название                                         | Режиссёр            | Автор сценария | Дата премьеры   |
| --- | ---------- | ------------------------------------------------ | ------------------- | -------------- | --------------- |
| 9 | 1          | «Глава 9: Маршал» «Chapter 9: The Marshal»       | Джон Фавро          | Джон Фавро     | 30 октября 2020 |
| Дину Джарину / Мандалорцу необходимо вернуть Малыша джедаям. Он начинает поиск других мандалорцев, которые, по его мнению, могут помочь найти джедаев. Дин возвращается на Татуин и идёт по следу некоего мандалорца, находящегося, по слухам, в городке Мос Пелго. Там Мандо узнаёт, что это вовсе не мандалорец, а бывший раб и маршал Кобб Вант, который заполучил доспехи мандалорцев. Вэнс рассказывает, что получил эту броню во время обмена у джав и с её помощью освободил Мос Пелго от оккупации шахтёрского общества. Теперь же город подвергается нападению крайт-дракона. Вэнс соглашается отдать Дину мандалорскую броню в обмен на помощь в убийстве крайт-дракона. Мандо помогает заключить мирное соглашение между жителями Мос Пелго и местным кланом песчаных людей для совместной операции по уничтожению крайт-дракона. Им удаётся выманить крайт-дракона из пещеры, и в итоге Мандо убивает его. Он покидает Мос Пелго вместе с Малышом и доспехами Вэнса, а в это время за ним наблюдает покрытый шрамами Боба Фетт. |            |                                                  |                     |                |                 |
| 10 | 2          | «Глава 10: Пассажир» «Chapter 10: The Passenger» | Пейтон Рид          | Джон Фавро     | 6 ноября 2020   |
| Мандалорец соглашается доставить Леди Лягушку и её икру в специальном контейнере на планету Траск, где её муж оплодотворит икринки. В обмен ему сообщат о местонахождении других мандалорцев. Из-за особенностей икры путешествие должно быть совершено на досветовой скорости и займёт значительное время. Во время перелёта к звездолёту Мандалорца подлетают два X-wing Новой Республики, которые проверяют его на причастность к нападению на тюрьму (глава 6). Мандалорец пытается скрыться от пилотов X-wing на ледяной планете, но проваливается в пещеру после посадки на лёд. Корабль сильно повреждён и требует ремонта. Малыш обнаруживает в пещере многочисленные яйца, в которых находятся паукообразные существа. Многочисленные существа во главе с гигантским паукообразным монстром атакуют Мандалорца, Малыша и Леди Лягушку, которым удаётся укрыться в звездолёте. В критический момент появляются два X-wing, которые ранее преследовали Мандалорца, их пилоты помогают расправиться с атакующими существами. Пилоты Новой Республики решили отпустить Мандалорца с предупреждением за его участие в нападении на тюрьму, так как он помог задержать своих сообщников в этом нападении. Мандалорец приводит корабль в рабочее состояние и продолжает свой путь на Траск.                                                          |            |                                                  |                     |                |                 |
| 11 | 3          | «Глава 11: Наследница» «Chapter 11: The Heiress» | Брайс Даллас Ховард | Джон Фавро     | 13 ноября 2020  |
| На Траске Леди Лягушка воссоединяется со своим мужем, и они направляют Мандалорца в местный трактир, где он может найти информацию о других мандалорцах. Рыбак предлагает отвести Мандалорца к остальным, но на борту рыбацкого судна его подстерегают рыбаки, которые хотят продать его доспехи. Мандалорца и Малыша спасают трое мандалорцев во главе с Бо-Катан Крайз. Она заручается его помощью в захвате оружия с имперского грузового корабля в обмен на информацию о джедаях. После посадки на грузовой корабль Бо-Катан рассказывает, что их главная цель - захватить корабль вместе с оружием для их попытки завоевать Мандалор. Имперский капитан получает указание от Моффа Гидеона разбить корабль, но его усилия останавливает Бо-Катан, которая расспрашивает капитана о Тёмном Мече. Он убивает себя. Бо-Катан говорит Мандалорцу, что тот должен встретиться с джедаем Асокой Тано в городе Калодан на лесной планете Корвус. На частично восстановленном «Лезвии бритвы» Мандалорец и Малыш продолжают своё путешествие. |            |                                                  |                     |                |                 |
| 12 | 4          | «Глава 12: Осада» «Chapter 12: The Siege»        | Карл Уэзерс         | Джон Фавро     | 20 ноября 2020  |
| Мандалорец отправляется к друзьям на планету Неварро, так как его корабль «Лезвие бритвы» всё ещё плох, и перелёта к планете Корвус не выдержит. На Неварро его друзья Кара Дьюн и Гриф Карга рассказывают, как им удалось наладить жизнь и порядок на планете. Последним оплотом разрушенной Империи остаётся скрытая в горах военная база, на которой замечена подозрительная активность. Мандалорцу предлагают принять участие в штурме и разрушить базу. Военная база представляет собой тщательно охраняемую биолабораторию. Здесь учёные ведут эксперименты над живыми существами, пытаясь создать существа с повышенным содержанием мидихлорианов в крови. Герои нападают на базу, отключают охлаждение реактора, работающего на энергии магмы, и сбегают. База взрывается, но за героями начинается погоня. Мандалорец, ранее покинувший базу, выручает Кару Дьюн и Грифа Карга, поддерживая их огнём отремонтированного корабля. Мандалорец с младенцем отправляются на Корвус, ещё не зная, что в корпус судна ремонтником вделан маячок. Теперь выжившему Моффу Гидеону ясно, куда отправляется Мандалорец. |            |                                                  |                     |                |                 |
| 13 | 5          | «Глава 13: Джедай» «Chapter 13: The Jedi»        | Дейв Филони         | Дейв Филони    | 27 ноября 2020  |
| Мандалорец прилетает на планету Корвус, которая была ему указана Бо-Катан Крайз как место нахождения Асоки Тано. Город Калодан находится в руках магистрата Морган Элсбет и её подручных, которые держат жителей в страхе. Элсбет предлагает Мандалорцу копьё из бескарской стали в обмен на убийство джедая, который досаждает ей. Мандалорец находит джедая, это Асока Тано. Мандалорец рассказывает о Малыше и просит Асоку заняться им. Используя Силу, Асока входит в телепатический контакт с Малышом и выясняет некоторые подробонсти его биографии. Малыша зовут Грогу, он обучался в храме джедаев на Корусанте до падения Старой Республики. Асока соглашается обучать Грогу, если Мандалорец поможет ей одолеть Морган Элсбет. Асока и Мандалорец нападают на Калодан и уничтожают бойцов и дроидов Элсбет. Асока не без труда обезоруживает Эслбет, сражавшуюся копьём из бескара против световых мечей Асоки, и спрашивает о местонахождении командира Морган — гранд-адмирала Трауна. Копьё из бескарской стали переходит к Мандалорцу. Асока отказывается обучать Грогу, так как его привязанность к Мандалорцу слишком сильна, что может привести его на тёмную сторону. Вместо этого Асока советует Мандалорцу отправиться в древний храм на планете Тайтон (англ. Tython), где, используя Силу, Грогу сможет определить свою судьбу. |            |                                                  |                     |                |                 |
| 14 | 6          | «Глава 14: Трагедия» «Chapter 14: The Tragedy»   | Роберт Родригес     | Джон Фавро     | 4 декабря 2020  |
| Мандалорец прибывает на планету Тайтон и находит древний храм на вершине горы. Он размещает Грогу в центре, чтобы тот смог определить свою судьбу. Грогу медитирует, и вокруг него появляется защитное поле. Вскоре появляется Боба Фетт вместе со спасённой на Татуине Феннек Шанд и требует возврата мандалорских доспехов, которые Мандалорец получил от Кобба Ванта в главе 9. Во время взаимных угроз между Мандалорцем и Феттом для захвата Грогу прибывают два имперских шаттла с десантом штурмовиков. Фетт забирает свои доспехи с борта «Лезвия Бритвы». Фетт, Шанд и Мандалорец вместе отражают атаку, нанеся тяжёлый урон атакующим. Мофф Гидеон расстреливает «Лезвие Бритвы» с орбиты из орудий крейсера. Посланные Гидеоном роботизированные Тёмные штурмовики захватывают малыша, и его крейсер уходит в гиперпространство. Фетт и Шанд соглашаются помочь Мандалорцу спасти Малыша согласно взятым на себя обязательствам. Мандалорец просит помощи у Кары Дьюн, которая стала маршалом Новой Республики, в освобождении преступника Мэйфилда для спасения Грогу. Впечатлённый Силой Грогу, мофф Гидеон сообщает доктору Першингу о наличии донора. |            |                                                  |                     |                |                 |
| 15 | 7          | «Глава 15: Верующий» «Chapter 15: The Believer»  | Рик Фамуйива        | Рик Фамуйива   | 11 декабря 2020 |
| Кара Дьюн забирает Мигса Мэйфилда из тюрьмы Новой Республики. Мандалорец, Кара, Боба Фетт, Феннек Шанд и Мэйфилд отправляются на планету Морак, где находится секретный имперский рудник, где добывают взрывоопасный и ценный райдоний. В одном из зданий находится терминал, на котором можно узнать местонахождение крейсера моффа Гидеона, забравшего Грогу. Команда угоняет имперский транспорт с райдонием, и Мэйфилд и Мандалорец, отбиваясь от местных пиратов, доводят его до нужного здания. Мандалорец получает на терминале необходимые координаты, но для этого ему приходится снять шлем для сканирования лица. Кара Дьюн и Феннек Шанд прикрывают отход Мандалорца и Мэйфилда, а Боба Фетт на своём звездолёте подбирает их. Кара в благодарность за выполненную работу отпускает Мэйфилда. Дин Джарин отправляет послание моффу Гидеону, предупреждая о своём приближении, и сообщая, что Грогу значит для него больше, чем Гидеон может себе представить. |            |                                                  |                     |                |                 |
| 16 | 8          | «Глава 16: Спасение» «Chapter 16: The Rescue»    | Пейтон Рид          | Джон Фавро     | 18 декабря 2020 |
| Мандалорец и Кара Дьюн поднимаются на борт имперского шаттла и захватывают доктора Першинга. Они заручились поддержкой Бо-Катан и Коски Ривз, чтобы спасти Грогу; за это Бо-Катан должна получить крейсер Гидеона и Тёмный Меч, а Мандалорец рассматривает возможность помочь им освободить Мандалор. Они используют шаттл, чтобы подобраться достаточно близко к крейсеру Гидеона и высадиться на нём, а Фетт притворяется, что атакует их в сражении. Бо-Катан, Коска, Феннек и Дьюн сражаются со штурмовиками по пути к мостику крейсера. Тем временем, Мандалорец находит Тёмных солдат и едва побеждает одного из них копьём из бескара, а остальных выбрасывает в открытый космос. Он сражается с Гидеоном с помощью того же копья и захватывает Моффа, становясь новым законным владельцем Тёмного Меча. Тёмные солдаты возвращаются на корабль, но всех их уничтожает Люк Скайуокер, джедай, с которым Грогу связался на Тайтоне. Мандалорец даёт Грогу разрешение на полет со Скайуокером и R2-D2 для завершения подготовки. Позже Фетт и Феннек отправляются во дворец Джаббы Хатта на Татуине, где Фетт убивает Биба Фортуну и занимает трон. |            |                                                  |                     |                |                 |

## Актёры и персонажи
| - Педро Паскаль — Дин Джарин / Мандалорец - Грогу | - Эми Седарис — Пели Мотто - Темуэра Моррисон — Боба Фетт - Мисти Розас — Леди Лягушка - Мерседес Варнадо — Коска Ривз - Кэти Сакхофф — Бо-Катан Крайз - Джанкарло Эспозито — мофф Гидеон - Джина Карано — Кара Дьюн - Омид Абтахи — доктор Першинг - Минг-На Вен — Феннек Шанд | - Джон Легуизамо — голос Гора Кореша - Тимоти Олифант — Кобб Вант - Ричард Айоади — голос Q9-0 - Саймон Кассианидис — Экс Вовес - Титус Уэлливер — имперский капитан - Карл Уэзерс — Гриф Карга - Хорацио Санс — Митрол - Майкл Бин — Лэнг - Розарио Доусон — Асока Тано - Диана Ли Иносанто — Морган Элсбет - Билл Бёрр — Мигс Мэйфелд - Марк Хэмилл — Люк Скайуокер |

## Производство

### Разработка
В июле 2019 года автор и шоураннер «Мандалорца» Джон Фавро подтвердил, что будет второй сезон сериала. Он уже начал писать сценарии к новому сезону, и подготовка к нему шла полным ходом. Он состоит из восьми эпизодов. Во втором сезоне было меньше стартовых расходов, что позволило им выделить на каждый эпизод большую часть бюджета сезона, чем это было возможно в течение первого сезона. В феврале 2020 года гендиректор Disney Боб Айгер объявил, что премьера второго сезона состоится в октябре этого года.
К августу 2019 года Рик Фамуйива вернулся в качестве режиссёра, а Тайка Вайтити не смог вернуться, так как был занят над фильмом «Следующий гол — победный». Месяц спустя Фавро заявил, что он будет режиссёром одного эпизода в сезоне; в прошлом сезоне он не смог снять ни одного эпизода из-за его работы над фильмом «Король Лев» (2019). В конце октября было подтверждено, что Карл Уэзерс будет режиссёром в сезоне; Фавро пообещал, что Уэзерс сможет снять эпизод во втором сезоне, когда он нанимал актёра в первом сезоне. К марту 2020 года Дейв Филони вернулся в качестве режиссёра для второго сезона. 4 мая, в День «Звёздных войн», стало известно, что Роберт Родригес и Пейтон Рид стали режиссёрами эпизодов во втором сезоне. Изначально не планировалось, чтобы Родригес был режиссёром в сезоне, и он присоединился в качестве замены в самую последнюю минуту. В июне этого года Брайс Даллас Ховард сообщила, что она также вернулась, чтобы снять эпизод во втором сезоне.

### Сценарий
Сезон начинается сразу же после окончания первого сезона, когда Мандалорец защищает «Малыша» и ищет его дом. Фавро сказал, что второй сезон представит большую историю, причём эпизоды будут «менее изолированными», чем многие эпизоды первого сезона, хотя он сказал, что у каждого эпизода во втором сезоне всё равно будет «свой собственный вкус». Он добавил, что новые персонажи, представленные во втором сезоне, придут с новыми сюжетными линиями, что позволит сериалу начать исследовать другие истории, а не только историю Мандалорца. Фавро был вдохновлён множеством различных сюжетных линий «Игры престолов», чей подход он описал как «очень привлекательный для меня как зрителя».

### Подбор актёров
Педро Паскаль снимается в сериале в роли мандалорца Дина Джарина. Также из первого сезона возвращаются Джанкарло Эспозито (Мофф Гидеон), Джина Карано (Кара Дьюн), Эми Седарис (Пели Мотто), Карл Уэзерс (Гриф Карга), Хорацио Санс (Митрол), Омид Абтахи (доктор Першинг), Минг-На Вен (Феннек Шанд) и Билл Бёрр (Мигс Мэйфелд). Филони вновь исполняет роль пилота Траппера Вульфа, в то время как Пол Сон-Хён Ли исполняет роль пилота Карсона Тевы.
В марте 2020 года сообщалось, что Розарио Доусон появится в роли Асоки Тано во втором сезоне. Это ознаменовало первое появление персонажа в исполнении живого актёра, в то время как ранее она появлялась в мультсериалах «Звёздные войны: Войны клонов» и «Звёздные войны: Повстанцы», и её голос был слышен в фильме «Звёздные войны: Скайуокер. Восход» (2019); во всех этих работах персонажа озвучивала Эшли Экштейн. Доусон ранее выражала заинтересованность, чтобы исполнить эту роль после того, как один фанат предложил ей такую идею в феврале 2017 года. Также в марте Майкл Бин присоединился ко второму сезону в роли Лэнга, охотника за головами. В мае этого же года Темуэра Моррисон получил роль Бобы Фетта во втором сезоне. Моррисон исполнял роль отца Бобы, Джанго Фетта, в фильме «Звёздные войны. Эпизод II: Атака клонов» (2002), и он также озвучивал Бобу в различных проектах от «Звёздных войн». Прежде чем участие Моррисона было подтверждено, персонаж кратко появился в эпизоде первого сезона «Глава 5: Стрелок». Также в мае стало известно, что Кэти Сакхофф вновь вернётся к роли Бо-Катан Крайз во втором сезоне; ранее она озвучивала персонажа в «Войнах клонов» и «Повстанцах». А также стало известно, что Тимоти Олифант тоже появится во втором сезоне. Он исполняет роль Кобба Ванта, персонажа из серии романов «Звёздные войны: Последствия», который носит броню Бобы Фетта. В сентябре 2020 года стало известно, что Мерседес Варнадо получила роль в сезоне; она появилась в роли мандалорки Коски Ривз, члена «Ночных сов». В финале сезона появляется Люк Скайуокер и его дроид R2-D2; Марк Хэмилл вновь исполняет свою роль из фильмов «Звёздные войны», и для этого его на компьютере омолодили, чтобы он исполнил роль молодой версии Скайуокера, а Макс Ллойд Джонс стал дублёром тела персонажа. Кроме того в финале Мэттью Вуд исполняет роль Биба Фортуны из фильмов «Звёздные войны».

### Съёмки
Возможности технологии StageCraft от Industrial Light & Magic были увеличены с первого сезона, и «объём» съёмочной площадки также увеличился в сезоне. Съёмки второго сезона начались 7 октября 2019 года, снова под рабочим названием «Huckleberry». Фавро выступил в качестве режиссёра премьеры сезона. Вокруг сезона была «повышенная секретность», актёры получали сценарии только к тем эпизодам, в которых они снимались, и их доставляли на съёмочную площадку в плащах с капюшонами. Кроме того, многие из актёров и членов съёмочной группы не знали, что джедаем, который появляется в финальном эпизоде сезона, будет Люк Скайуокер. Как и в первом сезоне, создатель «Звёздных войн» Джордж Лукас посетил съёмочную площадку, когда Филони снимал эпизод во втором сезоне.
Сэм Харгрейв работал в качестве режиссёра второй съёмочной группы во втором сезоне. Харгрейв сказал, что Фавро «искал кого-то, у кого есть опыт с экшеном», и что «они хотели развить» то, что было в первом сезоне, одновременно привнеся «новую перспективу и [возводя] её на другой уровень» во втором сезоне. На этот раз у Паскаля было больше возможности исполнять роль Мандалорца на съёмочной площадке в этом сезоне, чем в прошлом, когда его другие обязательства привели к тому, что каскадёры-дублёры Брендан Уэйн и Латиф Кроудер время от времени изображали этого персонажа. Оба Уэйн и Кроудер вернулись в этом сезоне. Дополнительные съёмки проходили на натуре в Сими-Валли, Калифорния, для сцен в эпизоде «Глава 14: Трагедия».
Съёмки второго сезона завершились 8 марта 2020 года. Завершение было описано как «удачное», так как это было всего за четыре дня до того, как кино- и телепроизводства по всему миру были закрыты из-за пандемии COVID-19. Несмотря на это, пандемия всё равно оказала влияние на постпродакшн сезона.

### Музыка
Композитор Людвиг Йоранссон смог воспользоваться эмоциональной привязанностью, которую аудитория развила к его музыкальным темам в течение первого сезона, что дало ему возможность «немедленно дать им то, что они хотят, или сыграть темы с разными гармониями или разными инструментами, и люди мгновенно узнают это». Йоранссон использует главную тему сериала «во множестве новых и различных итераций» во втором сезоне. Он объяснил, что тема Мандалорца в основном воспроизводилась на магнитофоне в течение первого сезона, чтобы подчеркнуть его «путешествие одинокого человека», но была сыграна на гитаре в некоторых флэшбэках о детстве персонажа. Во втором сезоне тема в основном исполняется на электрогитаре, чтобы показать новую уверенность персонажа и его отношения с Грогу. Для этого Йоранссон использует восьмиструнную электрогитару Ibanez.
Йоранссон вводит новые музыкальные темы для каждого эпизода сезона, с новыми звуками и идеями, поскольку каждый эпизод имеет свой жанр, место действия и персонажей. Он использует «рок-н-ролльное, хэви-металлическое настроение» в «Главе 9: Маршал» как дань уважения музыке, которую Эннио Морриконе написал для фильмов-вестернов Серджо Леоне. В «Главе 10: Пассажир» заметно представлена тема Йоранссона для Грогу, которую он написал во время разработки первого сезона. Она исполняется на электрическом родес-пиано, что Йоранссон сравнил с использованием Джоном Уильямсом глокеншпиля и челесты в фильмах «Звёздные войны» для создания «ощущения сборника рассказов или волшебства». Для введения Бо-Катан в «Главе 11: Наследница» Йоранссон использовал искажённые звуки синтезатора для создания индустриального звука, который соответствовал «скорости и энергии» персонажа. Его тема для Бобы Фетта также использует искажённые звуки, вдохновлённые звуковыми эффектами, которые Родригес добавил в свою первоначальную версию «Главы 14: Трагедия». В первом сезоне нет никаких отсылок на оригинальные темы Уильямса, но между Йоранссоном и продюсерами было много разговоров о том, как «немного пофлиртовать с темами „Звёздных войн“» во втором сезоне, что привело к нескольким включениям: Йоранссон ссылается на тему Уильямса для Йоды в «Главе 13: Джедай», когда упоминается этот персонаж, и он повторяет тему Уильямса для Силы, когда Скайуокер появляется в «Главе 16: Спасение». Он также использует тему Кевина Кинера для Асоки Тано из «Звёздных войн: Войны клонов» для сцен с этим персонажем.
Самой большой проблемой для команды по постпродакшену сезона была запись оркестровой музыки Йоранссона во время пандемии COVID-19. Сериал был одним из первых, кто использовал музыкальную сцену 20th Century Fox, когда сериалу вновь разрешили записывать музыку. 30 струнных музыкантов были записаны там в течение первых семи эпизодов, причём музыканты носили маски и находились на расстоянии двух метров друг от друга. Для финального эпизода количество струнных музыкантов увеличилось до 40, а также была добавлена дюжина музыкантов, играющих на медных и деревянных духовых инструментах. Чтобы соответствовать санитарным нормам и правилам союза музыкантов, струнные инструменты записывались в отдельные дни от медных и деревянных духовых. Дополнительных музыкантов записывали дистанционно или в сочетании с записями с музыкальной сцены, а также записями Йоранссона, играющего на гитаре, магнитофоне, фортепиано, басу, рок-барабанах и синтезаторах. Запись происходила с июля по сентябрь 2020 года.
В отличие от первого сезона, где альбом с музыкой был выпущен для каждого эпизода, Walt Disney Records выпустило саундтрек для второго сезона в двух альбомах: музыка с «Главы 9» по «Главу 12» была выпущена 20 ноября 2020 года, а второй саундтрек (с «Главы 13» по «Главу 16») был выпущен 18 декабря 2020 года.
Вся музыка написана Людвигом Йоранссоном.
| №   | Название                    | Длительность |
| --- | --------------------------- | ------------ |
| 1.  | «Mando Is Back»             | 4:04         |
| 2.  | «Enjoy the Fights»          | 2:55         |
| 3.  | «The Marshal's Tale»        | 6:05         |
| 4.  | «Tusken Raiders»            | 3:18         |
| 5.  | «Get the Child»             | 2:06         |
| 6.  | «Beneath the Ice»           | 5:25         |
| 7.  | «Snacks»                    | 2:46         |
| 8.  | «Reunited»                  | 1:40         |
| 9.  | «Ship o hoj, Mandalorians!» | 7:59         |
| 10. | «Long Live the Empire»      | 4:05         |
| 11. | «Back Together»             | 2:19         |
| 12. | «Experiment»                | 5:16         |
| 13. | «Quite a Soldier»           | 2:46         |

| №   | Название                   | Длительность |
| --- | -------------------------- | ------------ |
| 1.  | «The Sorcerer»             | 3:32         |
| 2.  | «The Story»                | 6:48         |
| 3.  | «A Mandalorian and a Jedi» | 1:57         |
| 4.  | «Ahsoka Lives»             | 3:43         |
| 5.  | «The Seeing Stone»         | 2:12         |
| 6.  | «Capture the Flag»         | 5:38         |
| 7.  | «The Armor»                | 2:43         |
| 8.  | «Invaders on Their Land»   | 2:48         |
| 9.  | «Brown Eyes»               | 2:51         |
| 10. | «Rest in Peace»            | 2:44         |
| 11. | «Activated»                | 6:08         |
| 12. | «The Sword»                | 3:07         |
| 13. | «Troopers»                 | 2:33         |
| 14. | «A Friend»                 | 3:52         |
| 15. | «Open the Door»            | 4:52         |
| 16. | «Come with Me»             | 2:45         |

## Маркетинг
Первый трейлер сезона был выпущен 15 сентября 2020 года, а второй был показан 19 октября 2020 года во время Monday Night Football. Мерчендайзинг для сезона был представлен каждый понедельник с 26 октября по 21 декабря 2020 года в рамках инициативы «Понедельник Мандо».

## Релиз
Премьера сезона состоялась на стриминговом сервисе Disney+ 30 октября 2020 года.

## Реакция

### Реакция критиков
| Графики недоступны из-за технических проблем. См. информацию на Фабрикаторе и на mediawiki.org. - 2-й сезон (2020): Процент положительных отзывов на сайте Rotten Tomatoes |

На сайте Rotten Tomatoes рейтинг сериала составляет 96% со средней оценкой 8,1/10 на основе 7 отзывов. Критический консенсус сайта гласит: «С любимчиками фанатов и изобилием свежих лиц по обе стороны камеры, второй сезон „Мандалорца“ укрепляет своё место в качестве одной из самых завлекательных саг из „Звёздных войн“». На Metacritic средневзвешенная оценка составляет 76 из 100 на основе 14 обзоров, что указывает на «главным образом положительные отзывы».

### Зрительская аудитория
«Мандалорец» стал первым шоу Disney+, появившимся в списке 10 лучших сериалов в рейтинге Нильсена, заняв третье место на неделе 26 октября, с общим просмотром в 1 миллиард минут на этой неделе, перед такими шоу, как «Офис» и «Ход королевы». Шоу стало самой просматриваемой программой в ноябре, достигнув 29% зрителей, обойдя «Ход королевы» примерно на 20%. На неделе 14 декабря аудитория шоу увеличилась ещё больше и смогла, наконец, достичь 1-го места в рейтингах Нильсена, обойдя «Офис» с общим количеством просмотров в 1,3 миллиарда.

### Награды
| Год  | Награда                        | Категория                                                           | Номинант(ы)                                            | Результат | Прим.         |
| ---- | ------------------------------ | ------------------------------------------------------------------- | ------------------------------------------------------ | --------- | ------------- |
| 2021 | Critics' Choice Super Awards   | Лучший научно-фантастический/фэнтезийный сериал                     | «Мандалорец»                                           | Победа    | [ 53 ] [ 54 ] |
| 2021 | Critics' Choice Super Awards   | Лучший актёр в научно-фантастическом/фэнтезийном сериале            | Педро Паскаль                                          | Номинация | [ 53 ] [ 54 ] |
| 2021 | Выбор телевизионных критиков   | Лучший драматический сериал                                         | «Мандалорец»                                           | Номинация | [ 55 ]        |
| 2021 | Золотой глобус                 | Лучший телевизионный сериал — драма                                 | «Мандалорец»                                           | Номинация | [ 56 ]        |
| 2021 | Спутник                        | Лучший жанровый телевизионный сериал                                | «Мандалорец»                                           | Номинация | [ 57 ]        |
| 2021 | Сатурн                         | Лучшая телепостановка (до 10 серий)                                 | «Мандалорец»                                           | Победа    | [ 58 ]        |
| 2021 | Сатурн                         | Лучшая гостевая роль в телесериале                                  | Джанкарло Эспозито                                     | Номинация | [ 58 ]        |
| 2021 | Премия Гильдии киноактёров США | Лучший каскадёрский ансамбль в комедийном или драматическом сериале | «Мандалорец»                                           | Победа    | [ 59 ]        |
| 2021 | Премия Гильдии сценаристов США | Драматический сериал                                                | Рик Фамуйива, Джон Фавро и Дейв Филони                 | Номинация | [ 60 ]        |
| 2021 | Прайм-тайм премия «Эмми»       | Лучший драматический сериал                                         | Джон Фавро, Дейв Филони, Кэтлин Кеннеди и Колин Уилсон | Номинация | [ 61 ]        |
| 2021 | Прайм-тайм премия «Эмми»       | Лучший актёр второго плана в драматическом сериале                  | Джанкарло Эспозито (за «Глава 16: Спасение»)           | Номинация | [ 61 ]        |
| 2021 | Прайм-тайм премия «Эмми»       | Лучшая режиссура драматического сериала                             | Джон Фавро (за «Глава 9: Маршал»)                      | Номинация | [ 61 ]        |
| 2021 | Прайм-тайм премия «Эмми»       | Лучший сценарий драматического сериала                              | Дейв Филони (за «Глава 13: Джедаи»)                    | Номинация | [ 61 ]        |
| 2021 | Прайм-тайм премия «Эмми»       | Лучший сценарий драматического сериала                              | Джон Фавро (за «Глава 16: Спасение»)                   | Номинация | [ 61 ]        |

## Документальный сериал
В декабре 2020 года стало известно, что премьера специального выпуска Disney+ «Галерея Disney: Мандалорец — создание второго сезона» состоится 25 декабря 2020 года. В часовом спецвыпуске представлены интервью с актёрами и съёмочной группой «Мандалорца», а также закулисные съёмки для всех восьми эпизодов второго сезона. Второй спецвыпуск, «Создание финала 2 сезона», был выпущен 25 августа 2021 года, исследуя процесс, связанный с участием в финале омоложённого Хэмилла.

## Комментарии
1. ↑  Леди Лягушка была озвучена Ди Брэдли Бейкером.[6]
2. ↑  Марк Хэмилл был омоложён на компьютере, чтобы исполнить роль молодого Люка Скайуокера, при этом Мак Ллойд Джонс был дублёром тела персонажа.[11]